# Belliardstraat

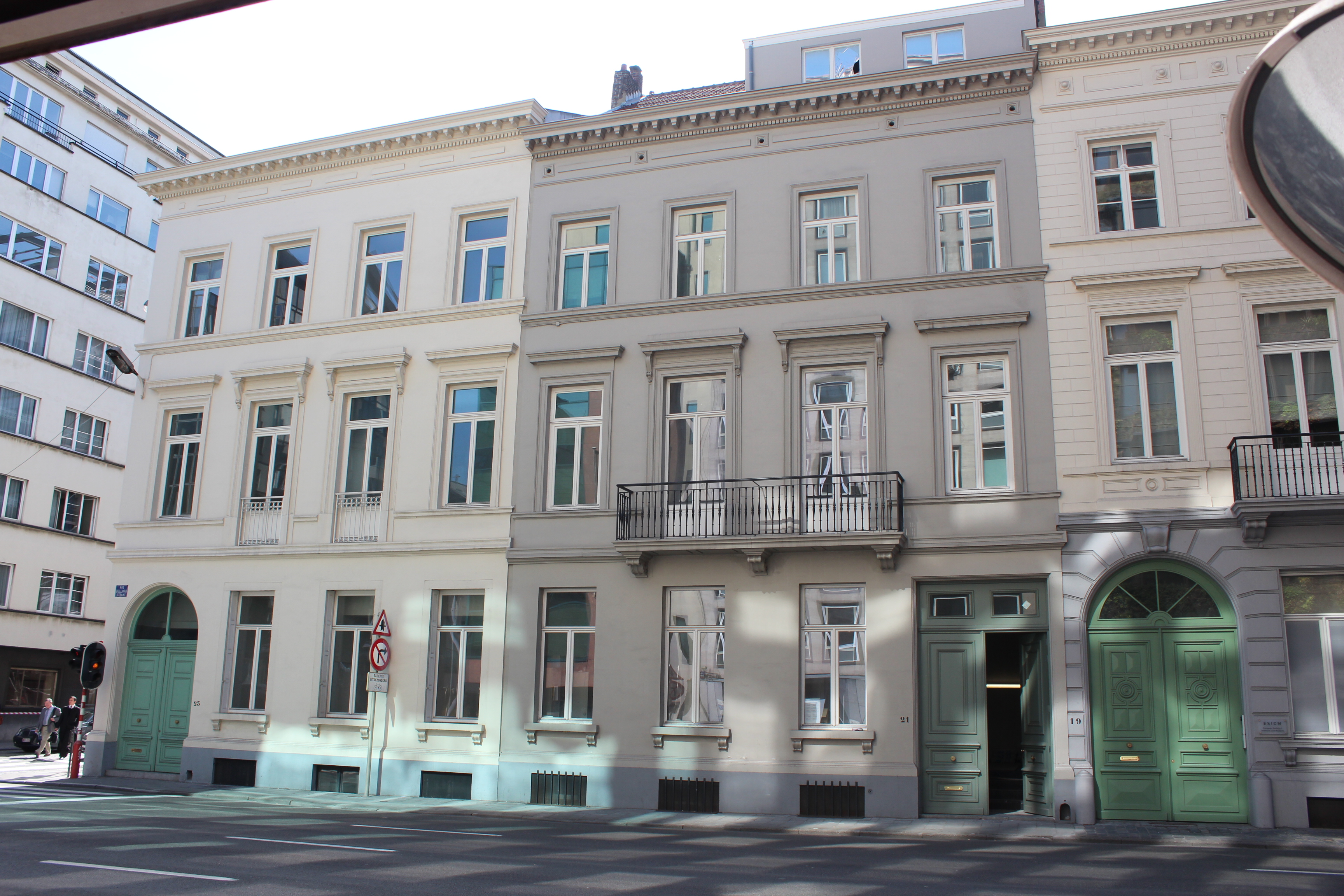
Belliardstraat 19-23

De Belliardstraat (Frans: Rue Belliard) is een vierbaans-eenrichtingsstraat in de Leopoldswijk (Europese Wijk) van Brussel en Etterbeek in België, die (voorbij meer dan 300 meter blokken van gebouwen verder) parallel loopt aan de Wetstraat. Waar het verkeer in de Wetstraat in de richting van het centrum van Brussel rijdt, gaat het verkeer over de Belliardstraat juist in tegengestelde richting de stad uit. De Belliardstraat begint bij de Kleine Ring en de Kunstlaan en loopt in oostelijke richting tot aan het Jubelpark. Het is een van de drukste uitvalswegen van Brussel.
De Belliardstraat is vernoemd naar Augustin Daniel Belliard, een Franse generaal die gouverneur van het Dijledepartement was.

## Gebouwen
Het eerste gedeelte van de Belliardstraat (van de Kunstlaan tot de Van Maerlantstraat) werd opgeleverd in 1855, terwijl het tweede gedeelte van de straat (tot aan het Jubelpark) werd voltooid in 1869.
- Op nummer 7: Europese Commissie
- Op nummer 15-17: Ambassade van Bosnië en Herzegovina
- Op nummer 14-18: het Federaal Planbureau
- Op nummer 25-33: Nationale Loterij
- Op nummer 28: Europese Commissie
- Op nummer 41-43: Permanente vertegenwoordiging van Litouwen bij de Europese Unie
- Op nummer 58: Goethe-Institut
- Op nummer 60-62 Permanente vertegenwoordiging van de Duitse Deelstaat Baden-Württemberg bij de Europese Unie
- Op nummer 65: Rode Kruis EU-kantoor
- Op nummer 80: Europees Parlement, Wilfried Martensgebouw
- Op nummer 99-101: Europees Economisch en Sociaal Comité en Comité van de Regio's, Jacques Delorsgebouw
- Op nummer 100: Europese Commissie
- Op nummer 102: het Van Maerlantgebouw
- Op nummer 135: Europees Parlement, Huis van de Europese Geschiedenis (gebouw Eastman)
- Op nummer 137: Bibliotheek Solvay
- Op nummer 199: Greenpeace EU-unit